# جون براي (لاعب كرة قدم)
جون براي (بالإنجليزية: John Bray)‏ هو لاعب كرة قدم بريطاني، ولد في 16 مارس 1937، وتوفي في 1992. لعب مع بلاكبيرن روفرز ونادي بوري.